# بتغرامو
بتغرامو (تُعرف أيضاً بـ النزهة) قرية سورية تتبع ناحية عين شقاق في منطقة جبلة في محافظة اللاذقية. بلغ عدد سكانها 848 نسمة في عام 2004 حسب إحصاء المكتب المركزي للإحصاء.

## أعلام
- رفيق شحادة